# Jean M. Redmann
Jean M. Redmann (* 9. Juni 1955 in Ocean Springs) ist eine amerikanische Schriftstellerin.

## Leben
Jean M. Redmann wurde am 9. Juni 1955 geboren und wuchs in Ocean Springs, einer Kleinstadt im US-Bundesstaat Mississippi auf. Mit achtzehn ging sie an das Vassar College in Poughkeepsie, um Dramaturgie zu studieren. Nach dem Abschluss des Studiums zog sie nach New York City, wo sie an verschiedenen Theatern als Bühnenbeleuchterin arbeitete und im Jahr 1988 ihren ersten Kriminalroman "Death by the Riverside" schrieb, der 1994 auf Deutsch unter dem Titel "Mississippi" erschien. Im Jahr darauf zog die Autorin zurück in den Süden, nach New Orleans, wo sie vier weitere Kriminalromane schrieb. Sie arbeitet als Beraterin bei der Aidshilfeorganisation "NO/AIDS Task Force" und führt Workshops zum Thema Safer Sex für Lesben durch.
Ihr drittes Buch „The Intersection of Law and Desire“ hat 1995 den Lambda Literaturpreis in der Kategorie „Lesbischer Kriminalroman“ gewonnen.

## Bücher
- 1990 Death By The Riverside (Deutscher Titel: Mississippi)
- 1992 Deaths of Jocasta (Deutscher Titel: Stirb, Jokaste!)
- 1995 The Intersection of Law and Desire (Deutscher Titel: Sag niemals Ja)
- 1999 Lost Daughters (Deutscher Titel: Stein der Waisen)
- 2009 Death of a Dying Man (noch nicht auf Deutsch erschienen)
- 2010 Water Mark (noch nicht auf Deutsch erschienen)
- 2012 Ill Will (noch nicht auf Deutsch erschienen)
- 2013 The Shoal of Time (noch nicht auf Deutsch erschienen)